# Cycas javana
Cycas javana är en kärlväxtart som först beskrevs av Friedrich Anton Wilhelm Miquel, och fick sitt nu gällande namn av De Laub.. Cycas javana ingår i släktet Cycas, och familjen Cycadaceae. IUCN kategoriserar arten globalt som starkt hotad. Inga underarter finns listade i Catalogue of Life.